# Micropaquicefalosaure
El micropaquicefalosaure (Micropachycephalosaurus, "petit llangardaix de cap gruixut") és un gènere de dinosaure ornitisqui, i actualment té el nom genèric més llarg de tots els dinosaures. Irònicament, es trobava entre els dinosaures més petits, feia poc més d'un metre de longitud. Va viure durant el Cretaci superior en el que actualment és Shandong, Xina.

## Referències

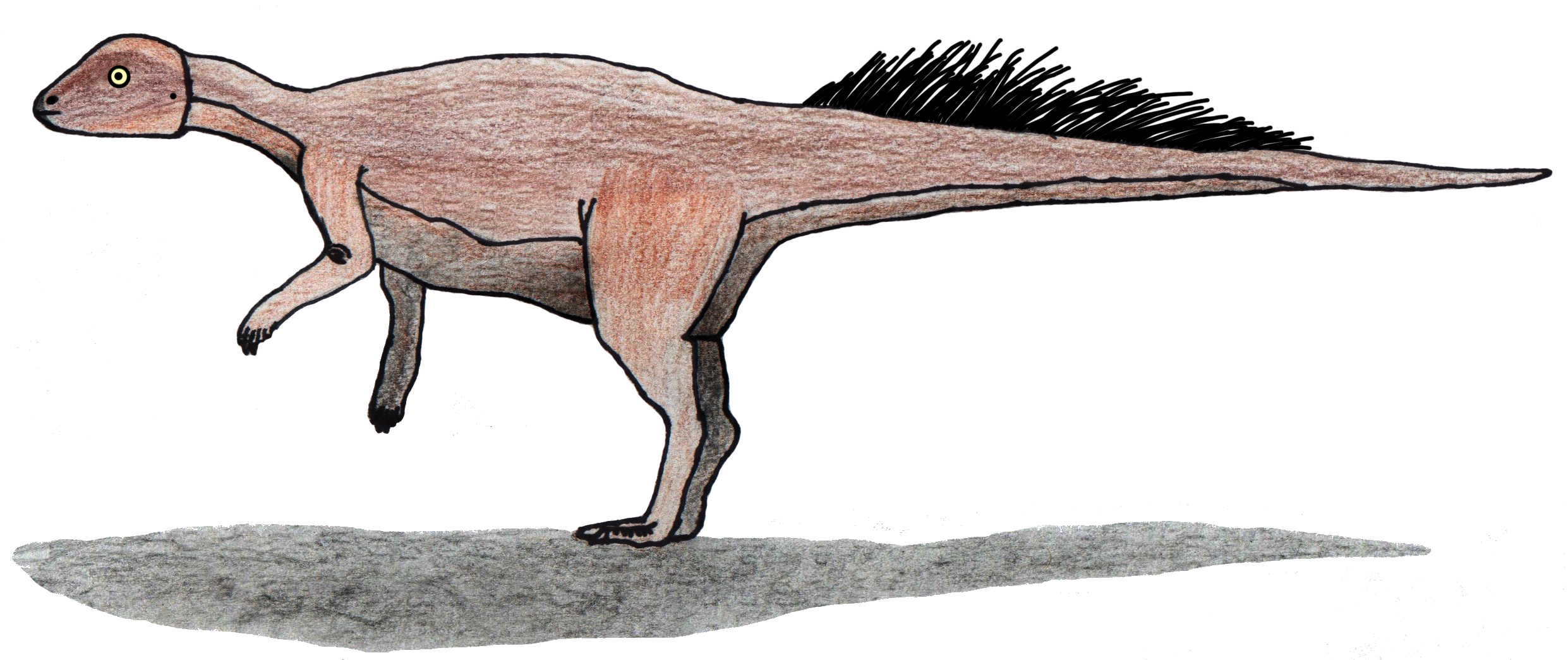
Restauració